# 힐데 게르크
마틸데 "힐데" 게르크(독일어: Mathilde "Hilde" Gerg, 1975년 10월 19일~)는 독일의 은퇴한 알파인 스키 선수이다. 1998년 동계 올림픽 여자 회전에서 금메달, 여자 복합에서 동메달을 획득했다.